# Norwood (Ohio)
Norwood è una città degli Stati Uniti d'America, situata nello Stato dell'Ohio, nella contea di Hamilton. Si tratta di un sobborgo interno di Cincinnati.